# Вардеванян, Оганнес Арменович
Оганнес Арменович Вардеванян (7 мая 2000) — российский тяжелоатлет. Призёр чемпионатов России (2020 и 2025 годов) в категории до 55 кг. Мастер спорта России.

## Биография
Родился 7 мая 2000 года. Тяжёлой атлетикой занимается с 2011 года. Работает спортсменом по тяжелой атлетике в МАУ СП «СШОР» Сургутского района.
31 мая 2021 года присвоено звание звание «Мастер спорта России».
На чемпионате России по тяжёлой атлетике 2020 года, который состоялся в Грозном, Оганнес в первый раз в карьере завоевал малую бронзовую медаль чемпионата страны в категории до 55 кг подняв общую сумму в 219 килограммов.
В августе 2025 года на чемпионате России в Санкт-Петербурге в категории до 55 кг завоевал серебряную медаль с результатом 225 кг по сумме двоеборья. В упражнении «толчок» также стал вторым.

## Основные результаты
| Год  | Соревнования     | Место проведения | Весовая категория | Рывок, кг | Толчок, кг | Сумма, кг | Место |
| ---- | ---------------- | ---------------- | ----------------- | --------- | ---------- | --------- | ----- |
| 2020 | Чемпионат России | Грозный          | до 55 кг          | 98        | 121        | 219       | 3     |
| 2025 | Чемпионат России | Санкт-Петербург  | до 61 кг          | 98        | 127        | 225       | 2     |